# Ras Al Khaimah Free Trade Zone
Die Ras Al Khaimah Free Trade Zone (RAK FTZ) ist eine Freihandelszone in den Vereinigten Arabischen Emiraten (VAE). Sie liegt im Emirat Ra’s al-Chaima im nördlichsten Teil der VAE, 45 Autominuten von Dubai entfernt. Sie wurde durch ein Emir-Dekret des Herrschers von Ra’s al-Chaima im Mai 2000 gegründet. Sein Sohn Sheikh Faisal bin Saqr al-Qasimi ist der Vorstandsvorsitzende der RAK FTZ.
Die RAK FTZ hat fünf Standorte in Ra’s al-Chaima – Business Park, Technology Park, Aviation Park und die Academy Zone. Sie unterhält des Weiteren Büros in der Türkei, Indien, Europa und den USA und ist die erste Freihandelszone, die Business Center Dienstleistungen an vier Standorten in den VAE anbietet.

## RAK FTZ Standorte

### Der Business Park
Der Business Park der RAK FTZ besteht aus fünf Gebäuden – BC 1 bis 4 und dem Verwaltungsgebäude (Administration Building). Der Business Park liegt im Zentrum von Ra’s al-Chaimas Geschäftsviertel.

### Der Industrial Park
Der Industrial Park liegt ungefähr 18 km nördlich von Ra’s al-Chaima an der Küstenstraße direkt neben der Insel Hulaylah. Der Park ist ca. 6 km vom Hafen Sar Port entfernt und hat eine Fläche von 128 Hektar. Er wurde für Schwerindustrie, Lagerhallen und Unternehmen mit hohem Energieverbrauch entwickelt. Der Park beherbergt Arbeiterunterkünfte, eine Zollstelle und ein Anlaufstelle für technische und administrative Unterstützung.

### Der Technology Park
Südlich von Ra’s al-Chaima gelegen, ist der Technology Park in unmittelbarer Nähe zur Emirates Road nach Dubai und zum Flughafen von Ra’s al-Chaima angesiedelt. Er liegt gegenüber dem der Al Hamra Village und Hotel Anlage und ist 100 Hektar groß. Er liegt in einem sich schnell entwickelndem Gebiet, das für Leichtindustrie, automatisierte Fertigung und kapitalintensive lifestyle Projekte vorgesehen ist.

### Die Academy Zone (Education Park)
Die Academy Zone beherbergt Bildungsanbieter die akademische Programme und Weiterbildungen in RAK und den VAE anbieten. Die Hauptgebäude (Academy Zone 1 & 2) sind in unmittelbare Nähe des Business Parks angesiedelt. Einige Bildungsanbieter die in der Freihandelszone angesiedelt sind arbeiten von anderen Standorten in Ra’s al-Chaima aus.

## RAK FTZ International Offices

### Indien
Das RAK FTZ Büro in Mumbai hat im August 2005 seine Arbeit aufgenommen. Es ist das erste Büro einer VAE Freihandelszone in Indien. Ein Großteil der RAK FTZ Kunden kommt aus Indien.

### Iran
DAS RAK FTZ Büro in Teheran hat am 7. Oktober 2005 seine Arbeit aufgenommen.

### Türkei
Das RAK FTZ Liaison Office in der Türkei wurde im Dezember 2007 eröffnet. Es ist in dem beliebten Stadtteil Levent in Istanbul angesiedelt. Die RAK FTZ ist die einzige VAE Freihandelszone mit einem Büro in der Türkei.

### Europa
In Europa eröffnete die RAK FTZ im April 2008 ein Büro in Deutschland. Das Büro befindet sich im Media Park in Köln. Von hier aus werden Kunden der RAK FTZ in ganz Europa betreut.

### USA
Die RAK FTZ eröffnete 2009 ein Büro in Miami, welches 2011 nach Washington DC verlegt wurde.

## RAK FTZ UAE Business and Promotion Centers
Die RAK Free Trade Zone betreibt Business und Promotion Center in RAK, Dubai und Abu Dhabi
DUBAI RAK FTZ betreibt momentan zwei Business/Promotion & Innovation Centers in Dubai:
RAK Business Center Fairmont ein Business Center und Marketinbüro der RAK FTZ in der siebten Etage vom Hotel The Fairmont Dubai, in Dubai’s Finanzdistrikt an der Sheikh Zayed Road, in der Nähe des World Trade Centre Dubai, Dubai International Convention Centre, der Emirates Towers, Dubai International Financial Centre (DIFC), und Burj Khalifa.
Festival City RAK FTZ Promotion & Innovation Centre befindet sich in der Dubai Festival City in Dubai.

### ABU DHABI
RAK FTZ betreibt in Abu Dhabi ein Promotion & Innovation Center in der Abu Dhabi Mall.

## RAK FTZ UAE International Company
In der RAK Free Trade Zone kann auch die sogenannte International Company über zugelassene Agenten registriert werden.